# Jos Vandeloo
Josephus Albertus (Jos) Vandeloo (Zonhoven, 5 september 1925 – Mortsel, 5 oktober 2015) was een Belgisch schrijver met als bekendste werken het verhaal De muur (1958) en de romans Het gevaar (1960) en Het huis der onbekenden (1963).

## Biografie
Jos Vandeloo groeide op in een mijnwerkersgezin. Na de oorlog werkte hij tot 1953 als steenkoolspecialist in de mijnen en reisde hiervoor door Europa. Ondertussen studeerde hij Nederlandse en Franse Letteren aan de Koninklijke Academie voor Schone Kunsten van Antwerpen en het Hoger Instituut voor Schone Kunsten te Antwerpen. Hierna werd Vandeloo adjunct-directeur en later directeur bij uitgeverij Manteau. In de jaren 1960 is hij enige tijd sportcommentator geweest voor de BRT. Sinds 1963 woonde Vandeloo in Mortsel, waar hij ereburger was.
Hij debuteerde in 1955 met de dichtbundel Speelse parade, maar werd vooral bekend met De muur en Het gevaar. In 1982 werd hij voltijds schrijver.
Vandeloo beschreef in zijn werken meestal de funeste gevolgen van de moderne maatschappij, zoals eenzaamheid en vervreemding. Hij probeerde te streven naar een idealistische, paradijselijke leefwereld. Hij schreef niet alleen romans, verhalen en dichtbundels, maar ook tv-scenario's en toneelstukken. Zijn werken werden vertaald in meerdere Europese talen (waaronder het Russisch) en hij heeft verscheidene literaire prijzen gewonnen.
Jos Vandeloo overleed in 2015 op 90-jarige leeftijd.

## Trivia
- In de stripreeks Nero (strip) door Marc Sleen waren in Nero's boekenkast regelmatig boeken van Jos Vandeloo te zien. In "De Gele Gorilla" (1971) leest Nero in strook 27 een boek door Jos Vandeloo. Marc Sleen was zelf een fan van Vandeloo.
- In 2000 werd Jos Vandeloo ereburger van Mortsel.